# Dusona texana
Dusona texana là một loài tò vò trong họ Ichneumonidae.